# Alfons V., leonski kralj
Alfons V. Plemeniti (994. — 1028.) bio je kralj Leona od 999. do svoje smrti, a nazivan je „carem Španjolske”.
Alfonsovi su roditelji bili kralj Bermudo II. Leonski i Elvira García.

## Brakovi
Alfonsova je prva žena bila Elvira Mendes, s kojom je Alfons imao sina Bermuda III. Leonskog i kćer Sanču. Druga supruga Alfonsa V. bila je Uraka Garcés, a bila je kći Garcíje Sáncheza II. Pamplonskog.